# Louis Darms
Louis Darms was een Belgische reclameman, oprichter van Test Aankoop, kabinetsmedewerker en docent communicatiewetenschappen. 
Darms was de auteur van verschillende succesvolle politieke campagnes, o.m. de zogenaamde Sleutelcampagne in 1958 die aan de toenmalige CVP-PSC de absolute meerderheid bezorgde. Hij wordt geciteerd in de memoires van Leo Tindemans als auteur van het idee  het kiesprogramma voor te stellen met een reusachtige sleutel op de kiesborden, zinspelend dat deze sleutel de poort kon openen voor de weg naar een betere toekomst.
Hij had in november van het jaar voordien de eerste Belgische consumentenorganisatie Test Aankoop opgericht om een tegengewicht te vormen tegen misleidende informatie. In 1960 was hij mede-oprichter van de International Organization of Consumers Unions (IOCU), later Consumers International (CI). Hij betitelde zichzelf doxagoog of opiniemaker. 
Darms was een tijdlang medewerker aan de kabinetten van Landsverdediging en Binnenlandse Zaken onder minister Arthur Gilson. 
Darms doceerde communicatiewetenschappen aan het Institut des Hautes Études des Communications Sociales (IHECS).